# Jifna
Jifna (àrab: جفنا, Jifnā) és una vila palestina en la governació de Ramal·lah i al-Bireh, al centre de Cisjordània, situada 8 kilòmetres al nord de Ramal·lah i 23 kilòmetres al nord de Jerusalem. Segons l'Oficina Central d'Estadístiques de Palestina (PCBS), tenia 2.196 habitants en 2016. És un poble de majoria cristiana des del segle vi. Té una àrea de 6.015 dúnams, dels quals 420 són edificats i,a la majoria dels restants són coberts per oliveres, figueres i albercocs. Jifna és governada per un consell de vila el president del qual (2008) era Jabi Na'im Kamil.
Jifna era coneguda com a Gophnah (hebreu: גופנה‎) durant la Primera Guerra Judeoromana, i després de la seva conquesta es va convertir en una capital regional romana, encara que va romandre predominantment jueva. Posteriorment, la ciutat va créixer menys significativament políticament, però no obstant això va prosperar com a localitat cristiana sota l'Imperi Romà d'Orient i posteriorment amb els àrabs per la seva ubicació en una ruta comercial. L'església de Sant Jordi de Jifna va ser construïda al segle vi, però estava en mal estat i no va ser reconstruïda fins a l'arribada de les croades a finals del segle x. No obstant això, va tornar a decaure de nou després que els croats van ser expulsats pels aiúbides. En temps moderns, les ruïnes de l'església de Sant Jordi s'han convertit en una atracció turística.
Durant el període otomà a Palestina la torre de l'antiga estructura romana a Jifna esdevingué una presó. Jifna té tradicions locals sobre la Sagrada Família i a la font d'aigua de la vila. També és coneguda localment pel seu festival de collita d'albercoc; cada any, durant el final de la Primavera, centenars viatgen al poble per collir la fruita durant la seva breu temporada.

## Demografia
| Any  | Població  |
| ---- | --------- |
| 1596 | 21 llars  |
| 1838 | 200       |
| 1870 | 185 homes |
| 1896 | 576       |
| 1922 | 447       |
| 1927 | 550       |
| 1931 | 676       |
| 1945 | 910       |
| 1995 | 649       |
| 1997 | 961       |
| 2007 | 1,716     |

Segons Edward Robinson la població de Jifna en 1838 consistia en 200 persones, de les que només 42 eren homes adults. Una llista de pobles otomans de 1870 va trobar que Jifna tenia 185 "grecs", en un total de 56 cases, tot i que el recompte de població només incloïa homes. En 1896 la població de Dschifna s'estimava en 576 persones.
Segons el Cens de Palestina de 1931 Jifna tenia 676 habitants en 155 cases. En el cens de 1945, segons un cens de terra i població elaborat per Sami Hadawi, Jifna tenia 910nhabitants, 580 cristians i 330 musulmans. Els habitants moderns de Jifna pertanyen principalment a vuit famílies, quatre d'elles originàries del poble, mentre que les altres cinc han emigrat d'altres països com Síria.
El 1994, Jifna va experimentar una onada d'emigració, amb aproximadament la meitat de la seva població abandonà la vila per aconseguir millors mitjans de subsistència en altres llocs. El primer cens realitzat per l'Oficina Central d'Estadístiques de Palestina (PCBS) mostra que Jifna tenia 961, dels quals 623 (64,8%) es van classificar com refugiats palestins el 1997. La distribució per gèneres era 465 homes (48.4%) i 494 dones (51.6%). La distribució per edats era: menys de 15, 330 (34%); 15–29, 275 (29%); 30–65, 304 (32%); més de 65, 50 (5%).
La població de Jifna continua creixent. Segons la PCBS, l'estimació de la població a mitjans de 2006 de Jifna era de 1.358 habitants.
Una estimació informal de tardor de 2006 donava una població de 1.500, "el 25% dels quals han hagut de traslladar-se a Jerusalem o Ramal·lah per trobar llocs de treball". El cens de 2007 de la PCBS va registrar una població de 1.716, dels quals 856 eren homes i 860 dones.

### Religió
Les restes de l'església de l'era romana d'Orient a Jifna testimonien l'existència d'una comunitat cristiana abans de la conquesta musulmana. Va continuar existint durant l'edat mitjana i el poble encara està habitat principalment per cristians. Els noms dels habitants cristians de Jifna van aparèixer en una inscripció del segle x sobre una pedra sobre la porta del monestir de Sant Jordi de Coziba al Wadi Qelt.
Els registres d'impostos otomans de finals del segle xvi revelen que Jifna tenia també una població cristiana. Una enquesta informal el 1927 va trobar 550 habitants, dels quals 325 eren catòlics i la resta informa que "cristians d'altres denominacions". Els palestins cristians són aproximadament un 80% dels residents, mentre que el 20% restant són musulmans, la majoria refugiats.
És cert que la majoria dels residents cristians de Jifna al segle xii eren habitants locals. A part dels cristians locals hi havia també un assentament del Regne de Jerusalem, tal com ho testimonien les ruïnes d'una maison forte construïda a la part baixa del poble. A Jifna, com a molts altres llocs de Palestina, els couats van construir el seu assentament en el cor de l'assentament cristià local.

## Història

### Edat del ferro i període clàssic
Edward Robinson va suggerir que Jifna era l'Ophni de Benjamí, mencionada en el Llibre de Josuè com una de les "dotze ciutats." No hi ha res més destacable en la seva història fins al moment de la conquesta romana en el segle i aC, quan apareix en diversos registres com "Gophna". Gophna va ser descrita per Flavi Josep com la segona ciutat de Judea, després de Jerusalem, en el seu relat de la Primera guerra judeoromana durant el segle i aC. El poble està representat com Gophna al Mapa de Madaba, situat al nord de Gabeon (al Jib), i també es menciona en el Talmud com Ben Gufnin, una "ciutat de sacerdots". Aquesta última part del seu nom Talmudic es deriva de la paraula arrel hebreu gefen, que significa "vinya".
Coneguda pels romans com Cofna, Jifna era la capital provincial de la Judea romana. Cap el 50 aC el general romà Cassi va vendre els seus habitants com a esclaus perquè no pogueren pagar llurs impostes. Tanmateix, foren alliberats per Marc Antoni poc després que va arribar al poder. Jifna era a l'àrea sota el comandament de Hananiah en 66, durant la primera guerra judeoromana, i fou la caserna general d'una de les dotze toparquies (governs menors) de Judea. L'emperador romà Vespasià va ocupar la vila en 68, establint-hi una guarnició armada i concentrant a la ciutat els sacerdots i notables jueus que se li havien rendit. Tit, el futur emperador romà, travessà Gophna durant la seva marxa a a setjar Jerusalem en 70 CE. Gophna tenia una gran població sacerdotal israeliana arran de la revolta de Bar Kokhebà en els anys 130, i és possible que tota una congregació de la sinagoga de Gophna (inclosos sacerdots) es traslladés a Seforis (Galilea) en el segle iii.
La construcció d'una església dedicada a Sant Jordi durant el segle vi indica que Jifna, ara sota el domini de l'Imperi Romà d'Orient, s'havia convertit en un poble cristià. A més de l'església, hi ha també restes d'una tomba jueva, una torre (Burj Jifna) utilitzada pels otomans com a presó, una vila romana, una premsa d'oli d'oliva i un celler.

### Edat mitjana

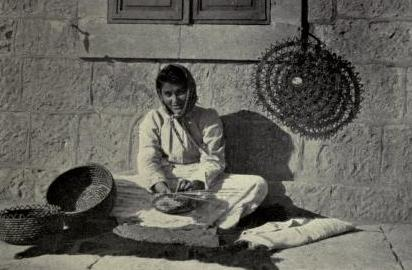
Dona de Jifna teixint, 1921

Jifna, juntament amb la major part de Palestina, va ser annexada pel primer califat sota Úmar ibn al-Khattab després de la batalla d'Ajnadayn en 634. La ciutat esdevingué menys significativa políticament sota les dinasties àrabs dels omeies, abbàsides i fatimites, però va continuar sent un important centre regional per al comerç i el comerç, a causa de la seva localització al llarg de la carretera de Jerusalem a Natzaret. Era coneguda pels àrabs com Gafeniyyah.
Les fonts són vagues, però és probable que l'Església de Sant Jordi va caure en desús durant les primeres dècades del domini islàmic, i que les circumstàncies desfavorables per a la població cristiana els impedia reconstruir-la. No obstant això, va ser reconstruïda parcialment amb materials antics pels croats, que van conquerir l'àrea el 1099. Els croats van construir un gran pati a Jifna. Tenia una porta monumental amb un rastell, amb una gran sala envoltada i parets gruixudes de mamposteria fina. Després de la seva derrota davant els aiúbides de Saladí l'any 1187, l'església una altra vegada va quedar en ruïnes. Un document datat del 1182 amb la signatura d'un tal Raimon de Jafenia, podria indicar una presència cristiana en aquest moment. Segons l'erudit bíblic Edward Robinson hi havia restes de parets massives al centre del poble, ara plenes de cases. Eren relíquies d'un castell construït pels croats. No obstant això, la maçoneria no té característiques del període de la croada; més aviat, les restes exhibeixen estil arquitectònic islàmic del període post-croat, probablement del segle xviii, a jutjar pel vestit de les pedres.

### Època otomana
Després que els croats van ser succeïts pels aiúbides i aquests pels mamelucs, l'Imperi Otomà van conquistar Palestina en 1517, i Jifna va caure sota el seu control els següents 400 anys. En 1596 apareixia als registres fiscals sota el nom de "Jifna an-Nasara", com a part de la nahiya (subdistricte) de Jerusalem al Sanjak de Jerusalem, amb una població de 21 llars. Els vilatans pagaven un impost fix del 33.3% sobre els productes agrícoles, incloent blat, ordi, oliveres, vinyes, fruiters, cabres i ruscs, a més d'ingressos ocasionals; un total de 6.470 akçe. Va estar sota l'administració del subdistricte de Bani Zeid, part del més gran districte de Jerusalem, durant el domini otomà, sent l'únic poble totalment cristià del districte. Durant aquest període, la principal mercaderia de Jifna era l'oli d'oliva. L'activitat otomana al poble era mínima, però utilitzaren les restes del castell de Jifna, conegut com "Burj Jifna", com una presó durant el segle xix. A principis de la dècada de 1830, Ibrahim Paixà d'Egipte va conquerir la major part del Llevant, inclosa Palestina. El 1834 hi hagué una revolta de camperols de Palestina contra les autoritats de l'Eyalet d'Egipte a la zona de Jifna; 26 residents de Jifna van ser exiliats posteriorment a Egipte per la seva suposada participació en l'aixecament. Se'ls van unir voluntàriament dos prominents sacerdots locals.
Una Església Ortodoxa fou construïda a la vila en 1858, i en 1859 una església llatina més gran dedicada a Sant Josep, adjacent a les ruïnes de l'església de Sant Jordi. Al pati de l'església de Sant Jordi hi ha un sarcòfag. L'Església de Sant Jordi ha seguit servint de lloc de culte a l'època moderna i ha estat escenari d'excavacions arqueològiques des de mitjans del segle xix. En certes ocasions encara se celebra missa a l'altar. En 1882 el Survey of Western Palestine del Fons per a l'Exploració de Palestina la va descriure com una important vila cristiana, amb una església llatina i un convent.
També en la dècada de 1880, Jifna era sovint gravada per les autoritats otomanes. També va arribar a un conflicte armat amb un altre poble cristià, Bir Zeit, que en un sol incident va provocar la mort de cinc homes d'aquest poble. En represàlia, els residents de Bir Zeit desarrelaren i cremaren 125 dels olivars de Jifna.

### Temps moderns
En 1917, durant la Primera Guerra Mundial, els otomans van ser derrotats per forces britàniques i àrabs. Després d'un breu període de govern militar, Jifna i la seva regió van quedar sota el control de la Lliga de Nacions i Mandat Britànic en 1922. En 1947 les Nacions Unides van proposar la partició de Palestina en estats jueus i àrabs separats, i Jifna formaria part del projecte d'estat àrab. Tanmateix, després de la guerra araboisraeliana de 1948, tota Cisjordània, inclosa Jifna, va ser annexada per Transjordània per formar el Regne de Jordània. El 1967 Israel va ocupar Cisjordània, després de la seva victòria en la Guerra dels Sis Dies.
Després de l'Acord d'Oslo II de 1995 entre l'Autoritat Nacional Palestina (ANP) i Israel, Jifna fou posada a l'"Àrea B". Així, els seus assumptes administratius i civils van ser transferits a l'ANP, mentre que els assumptes de seguretat es van mantenir sota control israelià. Durant la Intifada Segona, que va començar el 2000, Jifna no ha experimentat la violència en la mateixa mesura que altres parts de Cisjordània, com a la propera Ramal·lah, però els seus habitants s'enfronten a restriccions de viatge i dificultats econòmiques.
El 31 de juliol de 2015, un resident de 15 anys va morir a trets per un franctirador IDF després de suposadament llançar un còctel molotov en un lloc avançat de l'exèrcit.